# Roland Gräf
Roland Gräf (Meuselbach-Schwarzmühle, Turingia, 13 de octubre de 1934 – Potsdam, Brandenburgo, 11 de mayo de 2017) fue un director de cine, director de fotografía y guionista alemán. Básicamente hizo su carrera en la DEFA, donde fue uno de los principales cineastas de los 70 y 80 en la República Democrática Alemana. 

## Biografía
Después de estudiar en Jena, se formó como operador de cámara en la escuela de cine Babelsberg, en Potsdam, de 1954 a 1959. Al final de este curso, en 1960 , fue contratado por la DEFA, compañía nacional de Alemania del Este, donde fue operador durante diez años.
Comenzó su carrera como director el 1970 con Mein lieber Robinson, una obra sobre el difícil paso de la edad adulta de un joven camillero despreocupado, interpretada por el actor Jan Bereska. Roland Gräf, como otros cineastas de su generación, como Lothar Warneke, forma parte del llamado movimiento del "realismo documental", que pretende centrarse en la realidad actual de la sociedad socialista alemana del Este y temas cotidianos (relaciones matrimoniales, trabajo , marginalidad). Con este espíritu, en 1978, dirige Die Flucht, con la que Roland Gräf deja su huella. Aborda directamente el problema de las salidas de la RDA: un médico que se dice apolítico, interpretado por Armin Müller-Stahl, se plantea diversas veces, a riesgo de su vida, ir a Alemania Occidental. La ironía es que el actor también optó por abandonar la RDA en 1978, como muchas personalidades del cine, después del caso Biermann].
En los 80, marcó una década difícil para la RDA y su industria cinematográfica. Durante este periodo, Roland Gräf consiguió diferentes éxitos, ahora sacando más de la historia de Alemania que del actual socialista. Entró en el festivales en Occidente, en particular en el de Berlín donde compitió tres veces por el Oso de Oro. Das Haus am Fluß, hizo famosa la actriz Corinna Harfouch y participó en el Festival Internacional de Cine de Berlín de 1986. En 1989, volvería a competir en el Festival de 1989 con Fallada: Letztes Kapitel, que retrata los últimos años de Hans Fallada (1988), el autor de Jeder stirbt für sich allein.
Finalmente, en los años posteriores a la Reunificación alemana, completó dos proyectos más para la DEFA (que no desapareció hasta 1994), en particular Der Tangospieler, con Michael Gwisdek, basado en una novela y que entró en el concurso oficial del Festival de Berlín de 1991. Pero como muchos antiguos cineastas de la RDA, luchó por seguir una carrera en la Alemania reunificada.
Recibió el premio Heinrich Graf de primera clase en 1970.

## Filmografía

### Director
- 1970 : Mein lieber Robinson
- 1975 : Bankett für Achilles
- 1977 : Die Flucht
- 1979 : P.S.
- 1982 : Märkische Forschungen
- 1983 : Fariaho
- 1986 : Das Haus am Fluß
- 1988 : Fallada: Letztes Kapitel
- 1991 : Der Tangospieler
- 1992 : Die Spur des Bernsteinzimmers

### Director de fotografía
- 1966 : Jahrgang 45 de Jürgen Böttcher
- 1968 : Das siebente Jahr de Frank Vogel
- 1970 : Dr. med. Sommer II, de Lothar Warneke
- 1973 (sortida el 1990) : Die Taube auf dem Dach de Iris Gusner